# Enclavament (ferrocarril)
Un enclavament ferroviari és un seguit d'elements que controlen la circulació ferroviària d'un sector concret d'una línia ferroviària. A principi, un enclavament era el lloc destinat al control de senyals, agulles i semibarreres controlats per un agent de circulació. En l'actualitat, l'enclavament a part d'enviar informació als elements de via també rep informació de l'estat dels mateixos per poder garantir la seguretat en l'operació, controlats de forma remota des del centre de control.

## Història
En els inicis del ferrocarril, els aparell de via eren accionats i controlats manualment des dels enclavaments per un agent de circulació. Aquest primers enclavaments estan ubicats en les proximitats de les zones de moviment de trens perquè la persona encarregada tingues la màxima visibilitat de la zona que controlava. Aquest primers enclavaments es guiaven a partir de quadres horaris que marcaven les franges de pas dels trens amb una certa seguretat. El sistema era segur sempre que es complissin els horaris de circulació i no hi hagués cap incidència durant el viatge.
Amb l'augment del nombre de trens i també de la seva velocitat ha sigut necessari incorporar nous mètodes de control i seguretat per garantir un correcta operació de les diferents xarxes ferroviàries.
El 1890 apareix a Anglaterra els primers enclavaments mecànics amb l'objectiu de regular i protegir els moviments dels trens. Aquest enclavaments coordinaven la posició de les agulles amb l'aspecte del senyal, tancant els senyals mentre es movien les agulles i reobrint el senyal al tenir l'agulla en la nova posició. Aquests senyals rebien el nom de Bouré.
Més endavant els enclavaments amplien les seves funcions relacionat les agulles i els senyals amb el moviments dels trens dins de la zona controlada. Aquest moviments són itineraris o maniobris.
A partir d'aquest moment es creen les cabines dels enclavaments des dels quals es manipulaven i enclavaven les diferents agulles i senyals, d'aquesta manera, les agulles i els senyals quedaven mecànicament relacionats.
El següent avanç tecnològic dels enclavaments va ser els circuits de via. Permeten la divisió de trams de via en cantóns, permeten saber si un cantó està lliure o ocupat per un tren.
Posteriorment els sistemes de l'enclavament van evolucionar amb l'aparició dels enclavaments elèctrics, incorporació dels senyal lluminosos i les agulles maniobrades elèctricament mitjançant motors.
Avui en dia els enclavaments són electrònics i proporcionen un alt nivell de control i seguretat. Permeten sistemes de conducció automàtica de trens.

## Tipus d'enclavaments

### Enclavament mecànic
Com s'ha mencionat anteriorment, els enclavaments mecànics van ser els primers a construir-se. La seva finalitat era controlar de manera segura les agulles de les línies ferroviàries.
El funcionament d'aquest enclavaments consistia en un conjunt de relacions mecàniques entre les palanques utilitzades per la maniobra dels aparells de via i el senyal, impedint així falsos moviments.
Amb l'ús de sales de control dels enclavaments, es facilitava l'associació dels aparells a cada un dels itineraris i impedia l'establiment d'itineraris incompatibles, proporcionant un major nivell de seguretat.
Darrere de les palanques d'agulles en posició horitzontal, es trobava un tauler d'enclavament, a l'interior del qual se situava la correspondència amb les palanques, on se situaven les dents de les barres longitudinals mogudes per les palanques d'itinerari, per la qual cosa s'asseguraven les maniobres i s'impedia l'establiment d'itineraris incompatibles. El nivell de seguretat assolit per aquest enclavament entrava dins dels nivells que es consideraven seguretat d'alt nivell. És important esmentar que un cop calculades les rutes, es generaven una taula d'itineraris i una taula d'incompatibilitats, semblants a les generades pels enclavaments electrònics d'avui dia.
Mentre no hagués trens circulant, aquest enclavament utilitzava un règim de circulació tancada, en què els senyals tenien l'aspecte d'aturada mitjançant un bloqueig elèctric.
Per autoritzar l'entrada del tren a l'estació, calia accionar les agulles mitjançant les palanques corresponents establint l'itinerari desitjat, bloquejant les agulles, i impedint l'accionament de qualsevol altra palanca d'agulla incompatible amb l'itinerari establert. Posteriorment es canviava l'aspecte del senyal permetent l'entrada del tren a l'estació.
Aquest sistema impedia l'entrada d'un tren a l'estació, sense que prèviament s'haguessin situat totes les agulles afectades en la posició sol·licitada. Aquestes agulles s'alliberaven en l'instant en què el tren passava per la ruta seleccionada.

### Enclavament elèctric
Els enclavaments elèctrics es van crear a partir dels enclavaments mecànics. L'avanç d'aquests enclavaments en relació amb els enclavaments mecànics, és l'aparició dels relés de seguretat. A partir d'aquest moment, els aparells es van començar a controlar mitjançant contactes de relés, aquest mecanisme va augmentar el grau de seguretat i fiabilitat assolit fins ara.
En aquest tipus d'enclavament a cada itinerari se li associa un relé. A través de les característiques magnètiques d'aquests relés, s'establien els itineraris i es generava la lògica d'incompatibilitat d'itineraris, així com la detecció del tren. Com a conseqüència, van aparèixer els enclavaments de cablejat lliure, que estalviaven espai i eren més econòmics, senzills, segurs i fiables que els enclavaments mecànics.
La dimensió dels enclavaments va anar creixent i com a conseqüència, el temps de resposta va ser creixent. Per posar remei a aquesta situació van aparèixer els enclavaments elèctrics modulars. Aquests enclavaments dividien geogràficament les funcions de l'enclavament, com la detecció de tren, canvi d'aspecte dels senyals o canvi de posició de les agulles. Els enclavaments elèctrics modulars tenien dos inconvenients respecte dels enclavaments de cablejat lliure: un era l'elevat nombre de relés necessaris i com a conseqüència el cost econòmic que suposava. L'altre, la quantitat d'energia necessària per garantir la fiabilitat de l'enclavament.

### Enclavament electrònic
Amb l'evolució informàtica i aparició dels ordinadors i microprocessadors, al sector ferroviari s'instal·len els primers llocs de comandament i la transmissió d'informació en telecomandaments, com a millora dels enclavaments elèctrics. Aquests enclavaments, en un primer moment, causaven molts errors i eren poc segurs, per la qual cosa es van establir arquitectures per assegurar que el nivell de seguretat d'aquests superes el nivell dels enclavaments elèctrics.
La lògica de l'enclavament, similar a la utilitzada en els enclavaments mecànics i elèctrics, es realitza mitjançant programació. Avui dia les plataformes sobre les quals s'implanten els enclavaments electrònics poden ser monocanal supervisat amb dos programari diversos (Westrace) o dos canals redundants amb la mateixa sortida de seguretat.
L'enclavament electrònic disposa d'un mòdul que s'encarrega de tota la lògica per proporcionar un alt nivell de seguretat en temps real. Aquest mòdul, s'encarrega de controlar les posicions dels aparells que componen les rutes, canviar l'aspecte dels senyals i localitzar la posició del tren a cada moment.
Les principals característiques dels enclavaments electrònics són la seguretat i modularitat, cadascuna d'elles tractades per mitjà d'un subsistema, com per exemple a través d'un sistema operatiu de temps real. La modularitat s'obté mitjançant una eina de programació que s'encarrega de tota la lògica complint amb la norma europea de seguretat EN 50128.
Igual que els enclavaments elèctrics, aquests enclavaments utilitzen mòduls geogràfics per poder controlar la xarxa ferroviària.